# Museum De Zwarte Tulp
Museum de Zwarte Tulp is een museum in het centrum van de plaats Lisse, in de Nederlandse provincie Zuid-Holland. Het museum richt zich op de geschiedenis van de Bollenstreek.
In het museum wordt aan de hand van een interactieve tentoonstelling 500 jaar geschiedenis van de Bollenstreek verteld, en hoe de bolteeltwerkzaamheden op het land er 100 jaar geleden aan toe gingen. Ook vertelt het de wetenschap achter het ontwikkelen van nieuwe tulpensoorten. Daarnaast toont het museum hoe kunstenaars zich keer op keer laten inspireren door de schoonheid van bloemen aan de hand van onder andere prentencollecties, een kunstcollectie schilderijen, glas, porselein, zilver en hedendaagse kunst.

## Geschiedenis
Het museum werd in 1985 geopend als Museum voor de Bloembollenstreek door een particulier initiatief. Het museum werd gehuisvest in het centrum van Lisse in een industrieel gebouw dat ten behoeve van de museumfunctie werd verbouwd. In 1995, 10 jaar later, werd het museum uitgebreid en verbouwd tot een totaaloppervlakte van 700 m². Het museum kreeg onder andere een expositiegang, een bibliotheek en een ruimte voor de directiekamer.
Op 28 september 2014 sloot het museum zijn deuren voor het publiek om een tweede grootschalige verbouwing te ondergaan. Er zijn wanden gesloopt en ramen geopend om een ruimer en lichter museum te creëren. Op 26 juni 2015 ging het museum officieel weer open. 
Het museum draait al jaren door de inzet van ruim 80 vrijwilligers en de structurele financiële ondersteuning van meer dan 130 grote en kleine ondernemers in de Bollenstreek, samengebracht in het Gilde van De Zwarte Tulp.

## Collectie
Collectie Weyler-MeylerHet museum heeft een van de grootste collecties op het gebied van bloembollenglazen. Deze komen uit de collectie van de Zwitserse Marianne Weyler-Meyler. Zij koesterde jarenlang een passie voor glas en heeft in haar leven een omvangrijke collectie bijeen gebracht. Toen zij in 2000 overleed heeft haar man, Hans Peter Weyler, ruim 440 bloembollenglazen en tientallen vazen aan het museum geschonken.
Collectie LefeberDe Stichting D.W. Lefeber's Memory is ontstaan uit de nalatenschap van D.W. Lefeber (1894-1979), een icoon uit het bloembollenvak. De Collectie Lefeber werpt een blik in het werkzame leven van D.W. Lefeber en zijn bijdrage aan het Nederlandse bloembollenvak, zoals we dat vandaag de dag kennen. Lefeber is onder andere medeoprichter van de bloembollententoonstelling Keukenhof.
Collectie NieuwenhuisDe collectie Nieuwenhuis bestaat uit ruim 750 historische bloembollenprenten. Deze is door de familie Nieuwenhuis aangeboden aan het museum en is er inmiddels een intentieovereenkomst gesloten voor langdurig bruikleen.
Collectie De Witte ZwaanStichting De Witte Zwaan beheert een kunstcollectie volledig gericht op voorjaarsbloeiende bolgewassen. Het betreft objecten zoals schilderijen, zilver, glas, textiel, keramiek en meubilair.